# Ophiosphaerella narmari
Ophiosphaerella narmari är en svampart som först beskrevs av J. Walker & A.M. Sm. bis, och fick sitt nu gällande namn av H.C. Wetzel, Hulbert & Tisserat 1999. Ophiosphaerella narmari ingår i släktet Ophiosphaerella och familjen Phaeosphaeriaceae.   Inga underarter finns listade i Catalogue of Life.